# Ґрабішев (Поддембицький повіт)
Ґрабішев (пол. Grabiszew) — село в Польщі, у гміні Вартковиці Поддембицького повіту Лодзинського воєводства.
Населення — 106 осіб (2011).
У 1975-1998 роках село належало до Серадзького воєводства.

## Демографія
Демографічна структура станом на 31 березня 2011 року:
|          | Загалом | Допрацездатний вік | Працездатний вік | Постпрацездатний вік |
| -------- | ------- | ------------------ | ---------------- | -------------------- |
| Чоловіки | 50      | 6                  | 39               | 5                    |
| Жінки    | 56      | 14                 | 29               | 13                   |
| Разом    | 106     | 20                 | 68               | 18                   |